# Azerion
Azerion Group N.V. is een Nederlandse computerspelontwikkelaar en -uitgever en werd opgericht in 2014. Azerion is gevestigd in Schiphol-Rijk. Het was het moederbedrijf voor onder andere (Nederlandse) computerspelbedrijven zoals Spil Games en Hyves Games. Medio 2025 werden de laatste computerspelen verkocht en het bedrijf gaat zich richten op online adverteren, waarnaast het clouddiensten en kunstmatige intelligentie toepassingen gaat aanbieden.

## Geschiedenis
Azerion werd opgericht in 2014 door twee Turks-Nederlandse ondernemers; Atilla Aytekin en Umut Akpinar.
In 2019 nam het de mobiele-tak van het Nederlandse computerspelbedrijf Spil Games over, en een jaar later het gehele bedrijf. Ook in 2019 haalde het bedrijf 12,5 miljoen euro op.
In 2021 bevestigde Azerion geïnteresseerd te zijn in een beursgang die op 2 februari 2022 werd gerealiseerd via een Special Purpose Acquisition Company.
In maart 2023 startte de Autoriteit Financiële Markten (AFM) een onderzoek ingesteld naar marktmanipulatie van het aandeel Azerion. Het onderzoek lijkt volgens Azerion te zijn gericht op de aandeelhouders van Principion, het vehikel van Atilla Aytekin en Umut Akpinar, de oprichters van Azerion. Principion is de grootste aandeelhouder van Azerion. Na het onderzoek heeft de AFM niet kunnen vaststellen dat er sprake is geweest van marktmanipulatie en zag geen noodzaak tot het nemen van acties.
In augustus 2023 maakte Azerion de verkoop bekend van Youda Games. Het Israëlische gamebedrijf Playtika betaalt ruim 81 miljoen euro, maar dit kan nog verder oplopen tot 150 miljoen euro. Playtika is een zeer grote aanbieder van online poker. Azerion wil zich richten op advertentie-inkomsten en niet meer op spelen waarbij de spelers moeten betalen om mee te doen. De transactie werd op 28 augustus 2023 afgerond en er werd een incidentele verkoopwinst van 73 miljoen euro in de resultaten over 2023 opgenomen.
Op 9 juli 2025 liet Azerion weten het dochterbedrijf Whow Games te verkopen. De koper DoubleDown Interactive, onderdeel van het Zuid-Koreaanse DoubleUGames, is bereid 55 miljoen euro te betalen, met wellicht nog 10 miljoen euro extra wanneer bepaalde financiële doelen binnen twee jaar worden bereikt. Na deze verkoop heeft Azerion nagenoeg alle game activiteiten verkocht. Azerion gaat zich volledig richten op online adverteren, waarnaast het clouddiensten en kunstmatige intelligentie toepassingen gaat aanbieden.

## Merken en ondernemingen
Deze lijst is verouderd (juli 2025).
- Improve Digital
- Sellbranch
- adux
- Headerlift
- Yoki Networks
- GameDistribution
- Voidu
- Smeet
- Sulake
- Plinga
- Tubia
- Spil Games
- Woozworld
- Hyves Games
- Orange Games
- Widespace
- Semilo
- HiMedia